# شمس أباد (جمع أبرود)
شمس أباد (بالفارسية: شمس‌آباد) هي قرية تقع في إيران في قسم جمع أبرود الريفي.